# Десак Маде Рита Кусума Деви
Десак Маде Рита Кусума Деви (род. 24 января 2001, Булеленг, Бали) — индонезийская скалолазка, специализирующаяся на скоростном скалолазании. В ноябре 2023 года Десак вошла в список 100 женщин по версии Би-би-си.

## Соревновательная карьера
Десак заняла десятое место по скорости в общем зачёте Кубка мира по скалолазанию IFSC 2022 года и дважды поднималась на пьедестал почёта Кубка мира. Она заняла второе место на чемпионате Азии по скалолазанию IFSC 2022 в Сеуле, Южная Корея. В августе 2023 года она завоевала золотую медаль в скоростном состязании среди женщин на чемпионате мира по скалолазанию IFSC 2023 года.
На Олимпийских играх 2024 года Десак выиграла у Пайпер Келли в отборочном раунде квалификации со временем 6.38. В четвертьфинале она заняла шестое место, проиграв 0,003 секунды китаянке Дэн Личжуань и установив личный рекорд — 6,369.

## Личная жизнь
Десак в 2019 году начала посещать Университет образования Ганеши.

## Достижения

### Чемпионаты мира
Женщины, на скорость
| Год  | Место проведения                  | Оппонентка | Время (с) | Результат | Ссылка |
| ---- | --------------------------------- | ---------- | --------- | --------- | ------ |
| 2023 | ПостФинанс Арена, Берн, Швейцария | Эмма Хант  | 6.49-6.67 | золото    | [ 7 ]  |

### Азиатские игры
Женщины, на скорость
| Год  | Место проведения                                           | Оппонентка   | Время (с)   | Результат | Ссылка |
| ---- | ---------------------------------------------------------- | ------------ | ----------- | --------- | ------ |
| 2022 | Центр спортивного скалолазания Кецяо Яншань, Шаосин, Китай | Дэн Лицзюань | 6.364-6.435 | золото    |        |

Женская скоростная эстафета
| Год  | Место проведения                                           | Партнёрша                                          | Оппонентки                                  | Время (с)     | Результат | Ссылка |
| ---- | ---------------------------------------------------------- | -------------------------------------------------- | ------------------------------------------- | ------------- | --------- | ------ |
| 2022 | Центр спортивного скалолазания Кецяо Яншань, Шаосин, Китай | Нурул Икама Аливани Вер Хадиджа Раджия Саллсабилла | Дэн Лицзюань Ню Ди Чжан Шаоцинь Ван Шэнцинь | 23.506-20.925 | серебро   |        |

### Чемпионат Азии
Женщины, на скорость
| Год  | Место проведения  | Оппонентка  | Время (с) | Результат | Ссылка |
| ---- | ----------------- | ----------- | --------- | --------- | ------ |
| 2022 | Сеул, Южная Корея | Нурул Икама | 9.22-9.00 | серебро   | [ 8 ]  |

### Кубок мира по скалолазанию IFSC
Женщины, на скорость
| Год  | Место проведения    | Оппонентка          | Время (с) | Результат | Ссылка |
| ---- | ------------------- | ------------------- | --------- | --------- | ------ |
| 2022 | Виллар, Швейцария   | Анна Брожек         | 7.06-7.39 | бронза    | [ 9 ]  |
| 2022 | Шамони, Франция     | Раджия Саллсабилла  | 6.82-6.90 | бронза    | [ 10 ] |
| 2023 | Сеул, Южная Корея   | Александра Калуцкая | 6.60-6.71 | бронза    | [ 11 ] |
| 2023 | Джакарта, Индонезия | Александра Мирослав | 6.52-6.43 | серебро   | [ 12 ] |
| 2023 | Солт-Лейк-Сити, США | Александра Мирослав | 6.82-6.43 | серебро   | [ 13 ] |

### Пляжные игры NEOM
Женщины, на скорость
| Год  | Место проведения                   | Оппонентка         | Время (с)  | Результат | Ссылка |
| ---- | ---------------------------------- | ------------------ | ---------- | --------- | ------ |
| 2023 | Пляж Гаял, Неом, Саудовская Аравия | Раджия Саллсабилла | 6,88-6,726 | серебро   | [ 14 ] |